# وستگیت (فلوریدا)
وستگیت (به انگلیسی: Westgate) یک منطقهٔ مسکونی در ایالات متحده آمریکا است که در شهرستان پام بیچ، فلوریدا واقع شده‌است. وستگیت ۳٫۹ کیلومتر مربع مساحت و ۷٬۹۷۵ نفر جمعیت دارد.